# 12642 Davidjansen
12642 Davidjansen è un asteroide della fascia principale. Scoperto nel 1973, presenta un'orbita caratterizzata da un semiasse maggiore pari a 2,3580555 au e da un'eccentricità di 0,1772161, inclinata di 4,53058° rispetto all'eclittica.
L'asteroide è dedicato all'astronomo olandese David Jona Jansen.